# Liste der Lieder von Genesis
Diese Liste umfasst sämtliche Lieder der britischen Band Genesis.
Die Titel sind alphabetisch sortiert.

## 201 Lieder

### 0
| # | Titel | Dauer | Autoren                     | Album                                   | Jahr |
| - | ----- | ----- | --------------------------- | --------------------------------------- | ---- |
| 1 | 7/8   | 5:13  | Tony Banks, Mike Rutherford | Single B-Seite von Shipwrecked (Part 2) | 1997 |

### A
| #  | Titel                  | Dauer | Autoren                                                                 | Album                            | Jahr |
| -- | ---------------------- | ----- | ----------------------------------------------------------------------- | -------------------------------- | ---- |
| 1  | Abacab                 | 7:02  | Tony Banks, Phil Collins, Mike Rutherford                               | Abacab Single A-Seite            | 1981 |
| 2  | Afterglow              | 4:10  | Tony Banks                                                              | Wind & Wuthering                 | 1977 |
| 3  | After the Ordeal       | 4:13  | Steve Hackett, Mike Rutherford                                          | Selling England by the Pound     | 1973 |
| 4  | Aisle of Plenty        | 1:33  | Tony Banks, Phil Collins, Peter Gabriel, Steve Hackett, Mike Rutherford | Selling England by the Pound     | 1973 |
| 5  | Alien Afternoon        | 7:44  | Tony Banks, Mike Rutherford                                             | Calling All Stations             | 1997 |
| 6  | All in a Mouse's Night | 6:35  | Tony Banks                                                              | Wind & Wuthering                 | 1977 |
| 7  | Alone Tonight          | 3:54  | Mike Rutherford                                                         | Duke                             | 1980 |
| 8  | Am I Very Wrong?       | 3:33  | Tony Banks, Peter Gabriel                                               | From Genesis to Revelation       | 1969 |
| 9  | Another Record         | 4:30  | Tony Banks, Phil Collins, Mike Rutherford                               | Abacab Single B-Seite von Abacab | 1981 |
| 10 | Anything Now           | 7:03  | Tony Banks, Mike Rutherford                                             | Single B-Seite von Not About Us  | 1997 |
| 11 | Anything She Does      | 4:06  | Tony Banks, Phil Collins, Mike Rutherford                               | Invisible Touch                  | 1986 |
| 12 | Anyway                 | 3:07  | Tony Banks, Phil Collins, Peter Gabriel, Steve Hackett, Mike Rutherford | The Lamb Lies Down on Broadway   | 1974 |

### B
| #  | Titel                       | Dauer | Autoren                                                                 | Album                                                                    | Jahr |
| -- | --------------------------- | ----- | ----------------------------------------------------------------------- | ------------------------------------------------------------------------ | ---- |
| 1  | Back in N.Y.C.              | 5:42  | Tony Banks, Phil Collins, Peter Gabriel, Steve Hackett, Mike Rutherford | The Lamb Lies Down on Broadway                                           | 1974 |
| 2  | Ballad of Big               | 4:50  | Tony Banks, Phil Collins, Mike Rutherford                               | ...And Then There Were Three... Single B-Seite von Follow You, Follow Me | 1978 |
| 3  | Banjo Man                   | 4:22  | Tony Banks, Mike Rutherford, Ray Wilson                                 | Single B-Seite von Congo                                                 | 1997 |
| 4  | The Battle of Epping Forest | 11:44 | Tony Banks, Phil Collins, Peter Gabriel, Steve Hackett, Mike Rutherford | Selling England by the Pound                                             | 1973 |
| 5  | Behind the Lines            | 5:31  | Tony Banks, Phil Collins, Mike Rutherford                               | Duke Single B-Seite von Turn It On Again                                 | 1980 |
| 6  | Blood on the Rooftops       | 5:20  | Steve Hackett, Phil Collins                                             | Wind & Wuthering                                                         | 1977 |
| 7  | The Brazilian               | 4:49  | Tony Banks, Phil Collins, Mike Rutherford                               | Invisible Touch                                                          | 1986 |
| 8  | Broadway Melody of 1974     | 2:11  | Tony Banks, Phil Collins, Peter Gabriel, Steve Hackett, Mike Rutherford | The Lamb Lies Down on Broadway                                           | 1974 |
| 9  | Build Me a Mountain         | 4:13  | Tony Banks, Peter Gabriel, Anthony Phillips, Mike Rutherford            | Genesis Archive 1967–75, 1968                                            | 1998 |
| 10 | Burning Rope                | 7:07  | Tony Banks                                                              | ...And Then There Were Three...                                          | 1978 |

### C
| #  | Titel                           | Dauer | Autoren                                                                 | Album                                                     | Jahr |
| -- | ------------------------------- | ----- | ----------------------------------------------------------------------- | --------------------------------------------------------- | ---- |
| 1  | Calling All Stations            | 5:46  | Tony Banks, Mike Rutherford                                             | Calling All Stations                                      | 1997 |
| 2  | Can-Utility and the Coastliners | 5:43  | Tony Banks, Phil Collins, Peter Gabriel, Steve Hackett, Mike Rutherford | Foxtrot                                                   | 1972 |
| 3  | The Carpet Crawlers             | 5:14  | Tony Banks, Phil Collins, Peter Gabriel, Steve Hackett, Mike Rutherford | The Lamb Lies Down on Broadway Single A-Seite 1975 & 1999 | 1974 |
| 4  | The Chamber of 32 Doors         | 5:40  | Tony Banks, Phil Collins, Peter Gabriel, Steve Hackett, Mike Rutherford | The Lamb Lies Down on Broadway                            | 1974 |
| 5  | The Cinema Show                 | 11:05 | Tony Banks, Phil Collins, Peter Gabriel, Steve Hackett, Mike Rutherford | Selling England by the Pound                              | 1973 |
| 6  | The Colony of Slippermen        | 8:13  | Tony Banks, Phil Collins, Peter Gabriel, Steve Hackett, Mike Rutherford | The Lamb Lies Down on Broadway                            | 1974 |
| 7  | The Conqueror                   | 3:42  | Tony Banks, Peter Gabriel                                               | From Genesis to Revelation                                | 1969 |
| 8  | Congo                           | 4:51  | Tony Banks, Mike Rutherford                                             | Calling All Stations                                      | 1997 |
| 9  | Counting Out Time               | 3:42  | Tony Banks, Phil Collins, Peter Gabriel, Steve Hackett, Mike Rutherford | The Lamb Lies Down on Broadway Single A-Seite             | 1974 |
| 10 | Cuckoo Cocoon                   | 2:11  | Tony Banks, Phil Collins, Peter Gabriel, Steve Hackett, Mike Rutherford | The Lamb Lies Down on Broadway                            | 1974 |
| 11 | Cul-De-Sac                      | 5:02  | Tony Banks                                                              | Duke                                                      | 1980 |

### D
| #  | Titel                           | Dauer | Autoren                                                                 | Album                            | Jahr |
| -- | ------------------------------- | ----- | ----------------------------------------------------------------------- | -------------------------------- | ---- |
| 1  | Dance on a Volcano              | 5:53  | Tony Banks, Phil Collins, Mike Rutherford, Steve Hackett                | A Trick of the Tail              | 1976 |
| 2  | Dancing with the Moonlit Knight | 8:02  | Tony Banks, Phil Collins, Peter Gabriel, Steve Hackett, Mike Rutherford | Selling England by the Pound     | 1973 |
| 3  | The Day the Light Went Out      | 3:13  | Tony Banks                                                              | Single B-Seite von Many Too Many | 1978 |
| 4  | Deep in the Motherlode          | 5:14  | Mike Rutherford                                                         | ...And Then There Were Three...  | 1978 |
| 5  | The Dividing Line               | 7:44  | Tony Banks, Mike Rutherford                                             | Calling All Stations             | 1997 |
| 6  | Dodo/Lurker                     | 7:30  | Tony Banks, Phil Collins, Mike Rutherford                               | Abacab                           | 1981 |
| 7  | Domino                          | 10:41 | Tony Banks, Phil Collins, Mike Rutherford                               | Invisible Touch                  | 1986 |
| 8  | Do the Neurotic                 | 7:07  | Tony Banks, Phil Collins, Mike Rutherford                               | Single B-Seite von In Too Deep   | 1986 |
| 9  | Down and Out                    | 5:25  | Tony Banks, Phil Collins, Mike Rutherford                               | ...And Then There Were Three...  | 1978 |
| 10 | Dreaming While You Sleep        | 7:17  | Tony Banks, Phil Collins, Mike Rutherford                               | We Can't Dance                   | 1991 |
| 11 | Driving the Last Spike          | 10:09 | Tony Banks, Phil Collins, Mike Rutherford                               | We Can't Dance                   | 1991 |
| 12 | Duchess                         | 6:40  | Tony Banks, Phil Collins, Mike Rutherford                               | Duke Single A-Seite              | 1980 |
| 13 | Duke's End                      | 2:04  | Tony Banks, Phil Collins, Mike Rutherford                               | Duke                             | 1980 |
| 14 | Duke's Travels                  | 8:41  | Tony Banks, Phil Collins, Mike Rutherford                               | Duke                             | 1980 |
| 15 | Dusk                            | 4:13  | Tony Banks, Peter Gabriel, Anthony Phillips, Mike Rutherford            | Trespass                         | 1970 |

### E
| # | Titel                | Dauer | Autoren                                    | Album                                                           | Jahr |
| - | -------------------- | ----- | ------------------------------------------ | --------------------------------------------------------------- | ---- |
| 1 | Eleventh Earl of Mar | 7:39  | Tony Banks, Steve Hackett, Mike Rutherford | Wind & Wuthering                                                | 1977 |
| 2 | Entangled            | 6:28  | Tony Banks, Steve Hackett                  | A Trick of the Tail                                             | 1976 |
| 3 | Evidence of Autumn   | 4:57  | Tony Banks                                 | Single B-Seite von Misunderstanding Three Sides Live (USA) 1982 | 1980 |

### F
| # | Titel                    | Dauer | Autoren                                                                 | Album                                          | Jahr |
| - | ------------------------ | ----- | ----------------------------------------------------------------------- | ---------------------------------------------- | ---- |
| 1 | Fading Lights            | 10:17 | Tony Banks, Phil Collins, Mike Rutherford                               | We Can't Dance                                 | 1991 |
| 2 | Feeding the Fire         | 5:49  | Tony Banks, Phil Collins, Mike Rutherford                               | Single B-Seite von Land of Confusion (UK)      | 1986 |
| 3 | Fireside Song            | 4:20  | Tony Banks, Anthony Phillips, Mike Rutherford                           | From Genesis to Revelation                     | 1969 |
| 4 | Firth of Fifth           | 9:38  | Tony Banks, Phil Collins, Peter Gabriel, Steve Hackett, Mike Rutherford | Selling England by the Pound                   | 1973 |
| 5 | Fly on a Windshield      | 2:44  | Tony Banks, Phil Collins, Peter Gabriel, Steve Hackett, Mike Rutherford | The Lamb Lies Down on Broadway                 | 1974 |
| 6 | Follow You, Follow Me    | 3:58  | Tony Banks, Phil Collins, Mike Rutherford                               | ...And Then There Were Three... Single A-Seite | 1978 |
| 7 | For Absent Friends       | 1:48  | Tony Banks, Phil Collins, Peter Gabriel, Steve Hackett, Mike Rutherford | Nursery Cryme                                  | 1971 |
| 8 | The Fountain of Salmacis | 7:56  | Tony Banks, Phil Collins, Peter Gabriel, Steve Hackett, Mike Rutherford | Nursery Cryme                                  | 1971 |
| 9 | Frustration              | 3:42  | Tony Banks, Peter Gabriel, Anthony Phillips, Mike Rutherford            | Genesis 1970–1975 (Box-Set), 1970              | 2008 |

### G
| # | Titel                                  | Dauer | Autoren                                                                 | Album                          | Jahr |
| - | -------------------------------------- | ----- | ----------------------------------------------------------------------- | ------------------------------ | ---- |
| 1 | Get'em Out by Friday                   | 8:35  | Tony Banks, Phil Collins, Peter Gabriel, Steve Hackett, Mike Rutherford | Foxtrot                        | 1972 |
| 2 | Going Out to Get You                   | 4:54  | Tony Banks, Peter Gabriel, Anthony Phillips, Mike Rutherford            | Genesis Archive 1967–75, 1969  | 1998 |
| 3 | The Grand Parade of Lifeless Packaging | 2:45  | Tony Banks, Phil Collins, Peter Gabriel, Steve Hackett, Mike Rutherford | The Lamb Lies Down on Broadway | 1974 |
| 4 | Guide Vocal                            | 1:18  | Tony Banks                                                              | Duke                           | 1980 |

### H
| #  | Titel                                    | Dauer | Autoren                                                                 | Album                                          | Jahr |
| -- | ---------------------------------------- | ----- | ----------------------------------------------------------------------- | ---------------------------------------------- | ---- |
| 1  | Hair on the Arms and Legs                | 2:42  | Tony Banks, Peter Gabriel, Anthony Phillips, Mike Rutherford            | Genesis Archive 1967–75, 1968                  | 1998 |
| 2  | Hairless Heart                           | 2:13  | Tony Banks, Phil Collins, Peter Gabriel, Steve Hackett, Mike Rutherford | The Lamb Lies Down on Broadway                 | 1974 |
| 3  | Harlequin                                | 2:55  | Tony Banks, Phil Collins, Peter Gabriel, Steve Hackett, Mike Rutherford | Nursery Cryme                                  | 1971 |
| 4  | Harold the Barrel                        | 3:01  | Tony Banks, Phil Collins, Peter Gabriel, Steve Hackett, Mike Rutherford | Nursery Cryme                                  | 1971 |
| 5  | Happy the Man                            | 2:53  | Tony Banks, Phil Collins, Peter Gabriel, Steve Hackett, Mike Rutherford | Single A-Seite                                 | 1972 |
| 6  | Hearts on Fire                           | 5:14  | Tony Banks, Phil Collins, Mike Rutherford                               | Single B-Seite von Jesus He Knows Me 1992 (UK) | 1992 |
| 7  | Heathaze                                 | 5:00  | Tony Banks                                                              | Duke                                           | 1980 |
| 8  | Here Comes the Supernatural Anaesthetist | 2:59  | Tony Banks, Phil Collins, Peter Gabriel, Steve Hackett, Mike Rutherford | The Lamb Lies Down on Broadway                 | 1974 |
| 9  | Hey!                                     | 2:28  | Tony Banks, Peter Gabriel, Anthony Phillips, Mike Rutherford            | Genesis Archive 1967–75, 1968                  | 1998 |
| 10 | Hidden in the World of Dawn              | 3:10  | Tony Banks, Peter Gabriel, Anthony Phillips, Mike Rutherford            | Genesis Archive 1967–75, 1967                  | 1998 |
| 11 | Hold on My Heart                         | 4:38  | Tony Banks, Phil Collins, Mike Rutherford                               | We Can't Dance Single A-Seite 1992             | 1991 |
| 12 | Home by the Sea                          | 5:07  | Tony Banks, Phil Collins, Mike Rutherford                               | Genesis                                        | 1983 |
| 13 | Horizons                                 | 1:39  | Steve Hackett                                                           | Foxtrot                                        | 1972 |

### I
| #  | Titel                                 | Dauer | Autoren                                                                   | Album                                                                       | Jahr |
| -- | ------------------------------------- | ----- | ------------------------------------------------------------------------- | --------------------------------------------------------------------------- | ---- |
| 1  | I Can't Dance                         | 6:40  | Tony Banks, Phil Collins, Mike Rutherford                                 | We Can't Dance                                                              | 1991 |
| 2  | I'd Rather Be You                     | 3:57  | Tony Banks, Phil Collins, Mike Rutherford                                 | Single B-Seite von Throwing It All Away                                     | 1987 |
| 3  | If That's What You Need               | 5:13  | Tony Banks, Mike Rutherford                                               | Calling All Stations                                                        | 1997 |
| 4  | I Know What I Like (In Your Wardrobe) | 4:07  | Tony Banks, Phil Collins, Peter Gabriel, Steve Hackett, Mike Rutherford   | Selling England by the Pound Single A-Seite                                 | 1973 |
| 5  | Illegal Alien                         | 5:13  | Tony Banks, Phil Collins, Mike Rutherford                                 | Genesis Single A-Seite 1984                                                 | 1983 |
| 6  | Image Blown Out                       | 2:12  | Tony Banks, Peter Gabriel, Anthony Phillips, Mike Rutherford              | Genesis Archive 1967–75, 1968                                               | 1998 |
| 7  | In Hiding                             | 2:40  | Anthony Phillips, Peter Gabriel                                           | From Genesis to Revelation                                                  | 1969 |
| 8  | In Limbo                              | 3:32  | Tony Banks, Peter Gabriel, Anthony Phillips, Mike Rutherford, John Silver | From Genesis to Revelation                                                  | 1969 |
| 9  | Inside and Out                        | 6:42  | Tony Banks, Phil Collins, Steve Hackett, Mike Rutherford                  | Spot the Pigeon EP                                                          | 1977 |
| 10 | …In That Quiet Earth                  | 4:49  | Tony Banks, Phil Collins, Steve Hackett, Mike Rutherford                  | Wind & Wuthering                                                            | 1977 |
| 11 | In the Beginning                      | 3:47  | Anthony Phillips, Peter Gabriel                                           | From Genesis to Revelation Single B-Seite von Where the Sour Turns to Sweet | 1969 |
| 12 | In the Cage                           | 8:15  | Tony Banks, Phil Collins, Peter Gabriel, Steve Hackett, Mike Rutherford   | The Lamb Lies Down on Broadway                                              | 1974 |
| 13 | In the Rapids                         | 2:26  | Tony Banks, Phil Collins, Peter Gabriel, Steve Hackett, Mike Rutherford   | The Lamb Lies Down on Broadway                                              | 1974 |
| 14 | In the Wilderness                     | 3:33  | Tony Banks, Peter Gabriel, Anthony Phillips, Mike Rutherford              | From Genesis to Revelation                                                  | 1969 |
| 15 | In Too Deep                           | 4:57  | Tony Banks, Phil Collins, Mike Rutherford                                 | Invisible Touch Single A-Seite                                              | 1986 |
| 16 | Invisible Touch                       | 3:26  | Tony Banks, Phil Collins, Mike Rutherford                                 | Invisible Touch Single A-Seite                                              | 1986 |
| 17 | It                                    | 4:14  | Tony Banks, Phil Collins, Peter Gabriel, Steve Hackett, Mike Rutherford   | The Lamb Lies Down on Broadway                                              | 1974 |
| 18 | It's Gonna Get Better                 | 5:00  | Tony Banks, Phil Collins, Mike Rutherford                                 | Genesis Single B-Seite von Mama                                             | 1983 |
| 19 | It's Yourself                         | 5:46  | Tony Banks, Phil Collins, Steve Hackett, Mike Rutherford                  | Single B-Seite von Your Own Special Way                                     | 1977 |

### J
| # | Titel             | Dauer | Autoren                                   | Album                              | Jahr |
| - | ----------------- | ----- | ----------------------------------------- | ---------------------------------- | ---- |
| 1 | Jesus He Knows Me | 4:16  | Tony Banks, Phil Collins, Mike Rutherford | We Can't Dance Single A-Seite 1992 | 1991 |
| 2 | Just a Job to Do  | 4:46  | Tony Banks, Phil Collins, Mike Rutherford | Genesis                            | 1983 |

### K
| # | Titel        | Dauer | Autoren                                                      | Album                        | Jahr |
| - | ------------ | ----- | ------------------------------------------------------------ | ---------------------------- | ---- |
| 1 | Keep It Dark | 4:34  | Tony Banks, Phil Collins, Mike Rutherford                    | Abacab Single A-Seite        | 1981 |
| 2 | The Knife    | 9:00  | Tony Banks, Peter Gabriel, Anthony Phillips, Mike Rutherford | Trespass Single A- & B-Seite | 1970 |

### L
| #  | Titel                           | Dauer | Autoren                                                                   | Album                                            | Jahr |
| -- | ------------------------------- | ----- | ------------------------------------------------------------------------- | ------------------------------------------------ | ---- |
| 1  | The Lady Lies                   | 6:05  | Tony Banks                                                                | ...And Then There Were Three...                  | 1978 |
| 2  | The Lamb Lies Down on Broadway  | 4:50  | Tony Banks, Phil Collins, Peter Gabriel, Steve Hackett, Mike Rutherford   | The Lamb Lies Down on Broadway                   | 1974 |
| 3  | The Lamia                       | 6:57  | Tony Banks, Phil Collins, Peter Gabriel, Steve Hackett, Mike Rutherford   | The Lamb Lies Down on Broadway                   | 1974 |
| 4  | Land of Confusion               | 4:44  | Tony Banks, Phil Collins, Mike Rutherford                                 | Invisible Touch Single A-Seite                   | 1986 |
| 5  | Let Us Now Make Love            | 6:14  | Anthony Phillips, Tony Banks, Peter Gabriel, Mike Rutherford              | Genesis Archive 1967–75, 1970                    | 1998 |
| 6  | The Light Dies Down on Broadway | 3:32  | Tony Banks, Phil Collins, Peter Gabriel, Steve Hackett, Mike Rutherford   | The Lamb Lies Down on Broadway                   | 1974 |
| 7  | Like It or Not                  | 4:58  | Mike Rutherford                                                           | Abacab                                           | 1981 |
| 8  | Lilywhite Lilith                | 2:42  | Tony Banks, Phil Collins, Peter Gabriel, Steve Hackett, Mike Rutherford   | The Lamb Lies Down on Broadway                   | 1974 |
| 9  | Living Forever                  | 5:41  | Tony Banks, Phil Collins, Mike Rutherford                                 | We Can't Dance Single B-Seite von No Son of Mine | 1991 |
| 10 | Looking for Someone             | 7:08  | Tony Banks, Peter Gabriel, Anthony Phillips, Mike Rutherford, John Mayhew | Trespass                                         | 1970 |
| 11 | Los Endos                       | 5:46  | Phil Collins, Steve Hackett, Mike Rutherford, Tony Banks                  | A Trick of the Tail                              | 1976 |

### M
| #  | Titel                                      | Dauer | Autoren                                                                                   | Album                                          | Jahr |
| -- | ------------------------------------------ | ----- | ----------------------------------------------------------------------------------------- | ---------------------------------------------- | ---- |
| 1  | Mad Man Moon                               | 7:35  | Tony Banks                                                                                | A Trick of the Tail                            | 1976 |
| 2  | The Magic of Time                          | 2:01  | Tony Banks, Peter Gabriel, Anthony Phillips, Mike Rutherford                              | Genesis Archive 1967–75, 1969                  | 1998 |
| 3  | Mama                                       | 6:47  | Tony Banks, Phil Collins, Mike Rutherford                                                 | Genesis Single A-Seite                         | 1983 |
| 4  | Manipulation                               | 3:49  | Tony Banks, Peter Gabriel, Anthony Phillips, Mike Rutherford                              | Genesis 1970–1975 (Box-Set), 1970              | 2008 |
| 5  | Man of Our Times                           | 5:35  | Mike Rutherford                                                                           | Duke                                           | 1980 |
| 6  | Man on the Corner                          | 4:27  | Phil Collins                                                                              | Abacab Single A-Seite 1982                     | 1981 |
| 7  | Many Too Many                              | 3:30  | Tony Banks                                                                                | ...And Then There Were Three... Single A-Seite | 1978 |
| 8  | Match of the Day                           | 3:23  | Tony Banks, Phil Collins, Mike Rutherford                                                 | Spot the Pigeon EP                             | 1977 |
| 9  | Me and Sarah Jane                          | 6:00  | Tony Banks                                                                                | Abacab                                         | 1981 |
| 10 | Me and Virgil                              | 6:20  | Tony Banks, Phil Collins, Mike Rutherford                                                 | 3 × 3 EP (UK) Three Sides Live (USA)           | 1982 |
| 11 | Misunderstanding                           | 3:11  | Phil Collins                                                                              | Duke Single A-Seite                            | 1980 |
| 12 | More Fool Me                               | 3:10  | Mike Rutherford, Phil Collins                                                             | Selling England by the Pound                   | 1973 |
| 13 | The Musical Box                            | 10:27 | Anthony Phillips, Tony Banks, Peter Gabriel, Mike Rutherford, Steve Hackett, Phil Collins | Nursery Cryme                                  | 1971 |
| 14 | The Mystery of the Flannan Isle Lighthouse | 2:36  | Tony Banks, Peter Gabriel, Anthony Phillips, Mike Rutherford                              | Genesis Archive 1967–75, 1967                  | 1998 |

### N
| # | Titel           | Dauer | Autoren                                   | Album                                                | Jahr |
| - | --------------- | ----- | ----------------------------------------- | ---------------------------------------------------- | ---- |
| 1 | Naminanu        | 3:49  | Tony Banks, Phil Collins, Mike Rutherford | Single B-Seite von No Reply At All bzw. Keep It Dark | 1981 |
| 2 | Never a Time    | 3:50  | Tony Banks, Phil Collins, Mike Rutherford | We Can't Dance Single A-Seite 1992                   | 1991 |
| 3 | No Reply at All | 4:41  | Tony Banks, Phil Collins, Mike Rutherford | Abacab Single A-Seite                                | 1981 |
| 4 | No Son of Mine  | 6:40  | Tony Banks, Phil Collins, Mike Rutherford | We Can't Dance Single A-Seite                        | 1991 |
| 5 | Not About Us    | 4:39  | Tony Banks, Mike Rutherford, Ray Wilson   | Calling All Stations                                 | 1997 |

### O
| # | Titel            | Dauer | Autoren                                   | Album                                                  | Jahr |
| - | ---------------- | ----- | ----------------------------------------- | ------------------------------------------------------ | ---- |
| 1 | One Day          | 3:22  | Tony Banks, Peter Gabriel                 | From Genesis to Revelation                             | 1969 |
| 2 | One-Eyed Hound   | 2:34  | Anthony Phillips, Mike Rutherford         | Single B-Seite von A Winter's Tale                     | 1969 |
| 3 | One for the Vine | 9:56  | Tony Banks                                | Wind & Wuthering                                       | 1977 |
| 4 | One Man's Fool   | 8:46  | Tony Banks, Mike Rutherford               | Calling All Stations                                   | 1997 |
| 5 | On the Shoreline | 4:48  | Tony Banks, Phil Collins, Mike Rutherford | Single B-Seite von I Can't Dance                       | 1991 |
| 6 | Open Door        | 4:05  | Mike Rutherford                           | Single B-Seite von Duchess Three Sides Live (USA) 1982 | 1980 |

### P
| # | Titel                       | Dauer | Autoren                                                      | Album                                                     | Jahr |
| - | --------------------------- | ----- | ------------------------------------------------------------ | --------------------------------------------------------- | ---- |
| 1 | Pacidy                      | 5:42  | Tony Banks, Peter Gabriel, Anthony Phillips, Mike Rutherford | Genesis Archive 1967–75, 1970                             | 1998 |
| 2 | Papa He Said                | 4:09  | Tony Banks, Mike Rutherford                                  | Single B-Seite von Congo                                  | 1997 |
| 3 | Paperlate                   | 3:20  | Tony Banks, Phil Collins, Mike Rutherford                    | 3 × 3 EP (UK) Single A-Seite (USA) Three Sides Live (USA) | 1982 |
| 4 | Patricia (später In Hiding) | 3:05  | Anthony Phillips, Tony Banks, Peter Gabriel, Mike Rutherford | Genesis Archive 1967–75, 1967                             | 1998 |
| 5 | Phret                       | 4:05  | Tony Banks, Mike Rutherford                                  | Single B-Seite von Shipwrecked (Part 2)                   | 1997 |
| 6 | Pigeons                     | 3:10  | Tony Banks, Phil Collins, Mike Rutherford                    | Spot the Pigeon EP                                        | 1977 |
| 7 | A Place to Call My Own      | 2:00  | Tony Banks, Peter Gabriel                                    | From Genesis to Revelation                                | 1969 |
| 8 | Please Don't Ask            | 4:00  | Phil Collins                                                 | Duke                                                      | 1980 |
| 9 | Provocation                 | 4:10  | Tony Banks, Peter Gabriel, Anthony Phillips, Mike Rutherford | Genesis 1970–1975 (Box-Set), 1970                         | 2008 |

### R
| # | Titel                           | Dauer | Autoren                                                                 | Album                                                               | Jahr |
| - | ------------------------------- | ----- | ----------------------------------------------------------------------- | ------------------------------------------------------------------- | ---- |
| 1 | Ravine                          | 2:04  | Tony Banks, Phil Collins, Peter Gabriel, Steve Hackett, Mike Rutherford | The Lamb Lies Down on Broadway                                      | 1974 |
| 2 | Resignation                     | 4:10  | Tony Banks, Peter Gabriel, Anthony Phillips, Mike Rutherford            | Genesis 1970–1975 (Box-Set), 1970                                   | 2008 |
| 3 | The Return of the Giant Hogweed | 8:12  | Tony Banks, Phil Collins, Peter Gabriel, Steve Hackett, Mike Rutherford | Nursery Cryme                                                       | 1971 |
| 4 | Riding The Scree                | 3:57  | Tony Banks, Phil Collins, Peter Gabriel, Steve Hackett, Mike Rutherford | The Lamb Lies Down on Broadway Single B-Seite von Counting Out Time | 1974 |
| 5 | Ripples                         | 8:03  | Tony Banks, Mike Rutherford                                             | A Trick of the Tail Single B-Seite von A Trick Of The Tail          | 1976 |
| 6 | Robbery, Assault and Battery    | 6:15  | Tony Banks, Phil Collins                                                | A Trick of the Tail                                                 | 1976 |
| 7 | Run Out of Time                 | 6:36  | Tony Banks, Mike Rutherford                                             | Single B-Seite von Not About Us                                     | 1997 |

### S
| #  | Titel                                 | Dauer | Autoren                                                                 | Album                                                               | Jahr |
| -- | ------------------------------------- | ----- | ----------------------------------------------------------------------- | ------------------------------------------------------------------- | ---- |
| 1  | Say It's Alright Joe                  | 4:20  | Mike Rutherford                                                         | ...And Then There Were Three...                                     | 1978 |
| 2  | Scenes from a Night's Dream           | 3:29  | Tony Banks, Phil Collins                                                | ...And Then There Were Three...                                     | 1978 |
| 3  | Sea Bee                               | 3:05  | Tony Banks, Peter Gabriel, Anthony Phillips, Mike Rutherford            | Genesis Archive 1967–75, 1967                                       | 1998 |
| 4  | Second Home by the Sea                | 6:08  | Tony Banks, Phil Collins, Mike Rutherford                               | Genesis                                                             | 1983 |
| 5  | The Serpent                           | 4:40  | Tony Banks, Peter Gabriel                                               | From Genesis to Revelation Single B-Seite von In the Beginning 1974 | 1969 |
| 6  | Seven Stones                          | 5:09  | Tony Banks, Phil Collins, Peter Gabriel, Steve Hackett, Mike Rutherford | Nursery Cryme Single B-Seite von Happy The Man 1972                 | 1971 |
| 7  | She Is Beautiful (später The Serpent) | 3:47  | Tony Banks, Peter Gabriel, Anthony Phillips, Mike Rutherford            | Genesis Archive 1967–75, 1968                                       | 1998 |
| 8  | (The) Shepherd                        | 4:00  | Tony Banks, Peter Gabriel, Anthony Phillips, Mike Rutherford            | Genesis Archive 1967–75, 1970                                       | 1998 |
| 9  | Shipwrecked                           | 4:24  | Tony Banks, Mike Rutherford                                             | Calling All Stations                                                | 1997 |
| 10 | Sign Your Life Away                   | 4:45  | Tony Banks, Mike Rutherford                                             | Single B-Seite von Not About Us                                     | 1997 |
| 11 | Silent Sorrow in Empty Boats          | 3:07  | Tony Banks, Phil Collins, Peter Gabriel, Steve Hackett, Mike Rutherford | The Lamb Lies Down on Broadway                                      | 1974 |
| 12 | (The) Silent Sun                      | 2:15  | Tony Banks, Peter Gabriel                                               | From Genesis to Revelation Single A-Seite 1968 & 2006               | 1968 |
| 13 | Silver Rainbow                        | 4:28  | Tony Banks, Phil Collins, Mike Rutherford                               | Genesis                                                             | 1983 |
| 14 | Since I Lost You                      | 4:10  | Tony Banks, Phil Collins, Mike Rutherford                               | We Can't Dance                                                      | 1991 |
| 15 | Small Talk                            | 5:02  | Tony Banks, Mike Rutherford, Ray Wilson                                 | Calling All Stations                                                | 1997 |
| 16 | Snowbound                             | 4:29  | Mike Rutherford                                                         | ...And Then There Were Three...                                     | 1978 |
| 17 | Squonk                                | 6:27  | Mike Rutherford, Tony Banks                                             | A Trick of the Tail                                                 | 1976 |
| 18 | Stagnation                            | 8:50  | Tony Banks, Peter Gabriel, Anthony Phillips, Mike Rutherford            | Trespass                                                            | 1970 |
| 19 | Submarine                             | 5:13  | Tony Banks, Phil Collins, Mike Rutherford                               | Single B-Seite von Man on the Corner                                | 1982 |
| 20 | Supper's Ready                        | 22:53 | Tony Banks, Phil Collins, Peter Gabriel, Steve Hackett, Mike Rutherford | Foxtrot                                                             | 1972 |

### T
| #  | Titel                        | Dauer | Autoren                                                                 | Album                                                    | Jahr |
| -- | ---------------------------- | ----- | ----------------------------------------------------------------------- | -------------------------------------------------------- | ---- |
| 1  | Taking It All Too Hard       | 3:56  | Tony Banks, Phil Collins, Mike Rutherford                               | Genesis Single B-Seite von That's All                    | 1983 |
| 2  | Tell Me Why                  | 4:59  | Tony Banks, Phil Collins, Mike Rutherford                               | We Can't Dance Single A-Seite 1993                       | 1991 |
| 3  | That's All                   | 4:24  | Tony Banks, Phil Collins, Mike Rutherford                               | Genesis Single A-Seite                                   | 1983 |
| 4  | That's Me                    | 3:46  | Anthony Phillips, Mike Rutherford                                       | Single B-Seite von The Silent Sun                        | 1968 |
| 5  | There Must Be Some Other Way | 7:54  | Tony Banks, Mike Rutherford                                             | Calling All Stations                                     | 1997 |
| 6  | Throwing It All Away         | 3:48  | Tony Banks, Phil Collins, Mike Rutherford                               | Invisible Touch Single A-Seite 1987                      | 1986 |
| 7  | Time Table                   | 4:42  | Tony Banks, Phil Collins, Peter Gabriel, Steve Hackett, Mike Rutherford | Foxtrot                                                  | 1972 |
| 8  | Tonight, Tonight, Tonight    | 8:50  | Tony Banks, Phil Collins, Mike Rutherford                               | Invisible Touch Single A-Seite 1987                      | 1986 |
| 9  | A Trick of the Tail          | 4:34  | Tony Banks                                                              | A Trick of the Tail Single A-Seite                       | 1976 |
| 10 | Try a Little Sadness         | 3:21  | Tony Banks, Peter Gabriel, Anthony Phillips, Mike Rutherford            | Genesis Archive 1967–75, 1967                            | 1998 |
| 11 | Turn It On Again             | 3:50  | Tony Banks, Phil Collins, Mike Rutherford                               | Duke Single A-Seite                                      | 1980 |
| 12 | Twilight Alehouse            | 7:45  | Tony Banks, Peter Gabriel, Anthony Phillips, Mike Rutherford            | Single B-Seite von I Know What I Like (In Your Wardrobe) | 1973 |

### U
| # | Titel                              | Dauer | Autoren                        | Album                           | Jahr |
| - | ---------------------------------- | ----- | ------------------------------ | ------------------------------- | ---- |
| 1 | Uncertain Weather                  | 5:29  | Tony Banks, Mike Rutherford    | Calling All Stations            | 1997 |
| 2 | Undertow                           | 4:44  | Tony Banks                     | ...And Then There Were Three... | 1978 |
| 3 | Unquiet Slumbers for the Sleepers… | 2:23  | Steve Hackett, Mike Rutherford | Wind & Wuthering                | 1977 |

### V
| # | Titel             | Dauer | Autoren                                                      | Album                            | Jahr |
| - | ----------------- | ----- | ------------------------------------------------------------ | -------------------------------- | ---- |
| 1 | Vancouver         | 3:12  | Phil Collins, Mike Rutherford                                | Single B-Seite von Many Too Many | 1978 |
| 2 | Visions of Angels | 6:51  | Tony Banks, Peter Gabriel, Anthony Phillips, Mike Rutherford | Trespass                         | 1970 |

### W
| # | Titel                         | Dauer | Autoren                                                                 | Album                                              | Jahr |
| - | ----------------------------- | ----- | ----------------------------------------------------------------------- | -------------------------------------------------- | ---- |
| 1 | The Waiting Room              | 5:24  | Tony Banks, Phil Collins, Peter Gabriel, Steve Hackett, Mike Rutherford | The Lamb Lies Down on Broadway                     | 1974 |
| 2 | Watcher of the Skies          | 7:19  | Tony Banks, Phil Collins, Peter Gabriel, Steve Hackett, Mike Rutherford | Foxtrot Single A-Seite                             | 1972 |
| 3 | Way of the World              | 5:39  | Tony Banks, Phil Collins, Mike Rutherford                               | We Can't Dance Single B-Seite von Hold on My Heart | 1991 |
| 4 | Where the Sour Turns to Sweet | 3:16  | Tony Banks, Peter Gabriel                                               | From Genesis to Revelation Single A-Seite          | 1969 |
| 5 | White Mountain                | 6:45  | Tony Banks, Peter Gabriel, Anthony Phillips, Mike Rutherford            | Trespass                                           | 1970 |
| 6 | Who Dunnit?                   | 3:22  | Tony Banks, Phil Collins, Mike Rutherford                               | Abacab                                             | 1981 |
| 7 | Window                        | 3:35  | Anthony Phillips, Mike Rutherford                                       | From Genesis to Revelation                         | 1969 |
| 8 | A Winter's Tale               | 3:31  | Anthony Phillips, Mike Rutherford                                       | Single A-Seite                                     | 1968 |
| 9 | Wot Gorilla?                  | 3:12  | Tony Banks, Phil Collins                                                | Wind & Wuthering                                   | 1977 |

### Y
| # | Titel                | Dauer | Autoren                                   | Album                                                                   | Jahr |
| - | -------------------- | ----- | ----------------------------------------- | ----------------------------------------------------------------------- | ---- |
| 1 | You Might Recall     | 5:28  | Tony Banks, Phil Collins, Mike Rutherford | 3 × 3 EP (UK) Single B-Seite von Paperlate (USA) Three Sides Live (USA) | 1982 |
| 2 | Your Own Special Way | 6:15  | Mike Rutherford                           | Wind & Wuthering Single A-Seite                                         | 1977 |